# Ґремзди-Польські
Ґремзди-Польські (пол. Gremzdy Polskie) — село в Польщі, у гміні Краснополь Сейненського повіту Підляського воєводства.
Населення — 42 особи (2011).
У 1975-1998 роках село належало до Сувальського воєводства.

## Демографія
Демографічна структура станом на 31 березня 2011 року:
|          | Загалом | Допрацездатний вік | Працездатний вік | Постпрацездатний вік |
| -------- | ------- | ------------------ | ---------------- | -------------------- |
| Чоловіки | 21      | 5                  | 10               | 6                    |
| Жінки    | 21      | 1                  | 6                | 14                   |
| Разом    | 42      | 6                  | 16               | 20                   |